# Máczy Imre
Máczy Imre (Somodi, Abaúj megye, 1808. november 3. – Szentpéter, Sáros megye, 1880. március 7.) főesperes-plébános.

## Élete
A kassai püspökmegyében 1832. január 4-én szentelték fel miséspappá. 1837-ben Nagydomásán lett plébános és alesperes, 1839-ben lelkész Bodrogkeresztúron, 1843-ban a növendékpapok lelki atyja, 1846-ban kassai prodirektor, 1848-ban szentszéki ülnök és 1850-től Szentpéteren plébános, 1860-ban sárosi vagyis tarcafői főesperes.
Cikke a Felsőmagyarországi Minervában (1831. 11. A gondviselés), költeménye a Nefelejts c. almanachban (Pest, 1832.)

## Művei
- A számkivetett magyar. Eredeti szomorújáték négy felv. Kassa, 1834. (Előbb a Felsőmagyarországi Minervában. Előadatott Debreczenben 1836. márcz. 15.)
- Gyászbeszéd, melyet néhai fönséges József ... főherczeg, Magyarország nádorispánja és kir. helytartója ... emlékének szentelt, és a dicsőült lelkéért a kassai kir. akadémiai templomban 1847. Bőjtmáshava 17. gyászünnepélyén mondott. Uo.